# Cilovdarlı
Cilovdarlı è un comune dell'Azerbaigian situato nel distretto di Tovuz. Conta una popolazione di 1 237 abitanti.